# 白明華
劉綉菊（1931年—2016年7月9日），藝名白明華，生於台灣，女演員。曾是黑貓歌舞團台柱，後成為台語演員，曾演出電視劇《鳥來伯與十三姨》，電影《戲夢人生》、《太平天國》、《稻草人》、《無言的山丘》、《迴光奏鳴曲》、《總舖師》、《紅衣小女孩》等。

## 生平
曾參與黑貓歌舞團。在結婚後，雖然退出演藝圈，以家庭為主，但因為對於戲劇的熱愛，仍然常在電影及電視劇中客串演出小角色。
在電視劇《青春鼓王》中演出葉啟田的後母，此後以老旦角色演出而著名。
參與台灣鄉土劇《鳥來伯與十三姨》，演出「阿春姨嬤」，成為她的代表角色之一。
2016年7月9日清晨睡夢中過世，享壽85歲。

## 演出作品

### 電視劇
- 1972年《青春鼓王》飾 後母
- 1985年 李如麟歌仔戲《龍鳳姻緣》飾 柳母
- 1986年 李如麟歌仔戲《浪子李三》飾 周嫂
- 1986年 李如麟歌仔戲《洛陽橋》飾 皇太后
- 1986年 葉青歌仔戲《七俠五義》飾 丁母
- 1986年 葉青歌仔戲《薛丁山救五美》飾 梨山老母
- 1988年 歌仔戲《一見情》飾 老夫人
- 1990年 黃香蓮歌仔戲 東漢演義 飾 廣施君
- 1990年 黃香蓮歌仔戲 綠珠樓 飾 宮女
- 1990年《又見春風》飾 阿桂婆
- 1991年《廖添丁傳奇》飾 師太
- 1992年《目蓮傳》飾 孟母
- 1992年《天天都是讀書天》飾  阿媽/福嬸
- 1993年《嫁妝一卡車》飾  陳母
- 1994年《媽祖出巡-第二單元：媽祖與嘉慶君》飾 楊母
- 1994年《二八年華》飾阿忠母
- 1995年《城隍爺出巡》飾  張老夫人
- 1995年《驚世媳婦》飾麵攤阿婆
- 1995年《危險關係》飾黃媽媽
- 1996年《鹽田兒女》飾 三嬸婆
- 1996年《阿足》飾 阿媽
- 《石磨心》飾阿檢
- 1996年《臺灣靈異事件-飛頭傳奇》飾 吳太太
- 1996年《臺灣靈異事件-幽靈池》飾 吳母
- 1996年《臺灣靈異事件-樂透奇談》飾 阿婆
- 1997年《嘉慶君遊台灣》飾春枝母/鍾阿妹
- 1997年《大巡按蕃薯官-第二十單元：鬼腳印》飾 李傳家母
- 1997年《大巡按蕃薯官-第二十六單元：黑貓撞到鬼》飾 童張氏
- 1997年《媽媽請妳也保重》飾阿水嬸
- 1998年《布袋和尚-吉人天相》飾 乞丐婆婆
- 1998年《虎爺傳奇》飾 阿土母
- 《福德正神土地公-好媳婦》飾 清山母
- 《福德正神土地公-姻緣路》飾 李春木母
- 1998年 民視 台灣作家劇場 - 結婚 飾 雲郎母
- 1998年《白賊七》飾鴨母阿嬤
- 1999年《某大姐》飾 愛惜姨
- 1999年 民視 一枝草一點露 飾 李月琴
- 1999年《台灣廖添丁》飾 阿發嬸
- 1999年《鳥來伯與十三姨》飾 阿春姨嬤(楊春)
- 1999年《何日君再來》飾阿綢嫂
- 1999年《鴿》飾
- 2000年《三立廟口歌仔戲系列-巡按夫人》飾 皇太后
- 2001年《死去活來》 飾粉娘
- 2001年《人間劇場 大輪迴-玫瑰香包》飾 劉黃熟
- 2001年《人間劇場大輪迴-哭泣的波浪鼓》飾 運來嬸
- 2001年《親戚不計較》（EP640登場）飾 劉母
- 《玫瑰瞳鈴眼-啞婦悲歌》飾 阿福嬸
- 《人間劇場 人間走馬燈-阿嬤的棺材板》飾 范施阿喜
- 2002《阿母的甘苦人生》 飾阿好姆
- 2002 台灣男女真情事件 - 老婆相親堂兄是我
- 2002 台灣男女真情事件 - 花園中哭泣的母雞
- 2002《戲說台灣-鬼婆婆》飾 張李桃
- 《第一劇場》
  - 2002.10.27《錯愛一世情》飾 廖老太太
  - 2003.10.05《天公疼憨人》飾 阿惜
  - 2004.04.11《鬼水怪談》飾 黃母
  - 2005.09.11《鬼屋母子情》飾 田母
  - 2005.10.30《血光索命》飾 阿婆
  - 2006.01.22《鬼嫁女》飾 姨婆
  - 2006.03.12《白葫蘆》飾 阿嬤
  - 2008.02.03《死神索命》飾 劉滿
  - 2008.04.27《十三婆》飾 十三婆
  - 2011.01.23《邪魔附身》飾 阿嬤
- 2003年《關鍵時刻》飾 妙慧法師
- 2003年《四重奏》
- 2003年《文英ㄟ厝邊》飾 阿坤母
- 2004年《台灣龍捲風》飾 劉春嬌
- 2005年《流金歲月》飾
- 2007年《春暖花蓮》飾 阿嬤
- 2009年《青春歌仔》飾 老三花
- 2010年《情義月光》飾 二姑
- 2011年《逆子》飾 阿嬤
- 2011年《回家的路》飾 感恩戶婆婆
- 2012年《遲來的幸福》飾 陳母
- 2012年《愛的微光》飾 林婆婆
- 2012年《陪你看天星》飾 阿嬤
- 2012年《麻辣教師GTO 》飾 福利社阿姨
- 2012年《你是春風我是雨》飾 阿滿婆
- 2014年《頂坡角上的家》飾 林葉繼母
- 2014年《廉政英雄-第24单元：我本无罪》饰 程志宏母亲
- 2015年《月娘》
- 2015年《阿嬌姨的苦甘人生》飾 陳貴枝
- 2016年《新娘嫁到》飾 嬸婆
- 2016年《700歲旅程》飾 淑卿母

### 電視電影/電影短片
- 2003年《公視人生劇展-載我回甲仙》飾 阿嬤
- 2009年《公視人生劇展-三十秒過後》飾 阿嬤
- 2011年《晚秋》飾 蔡美秋(阿嬤)
- 2012年《公視人生劇展-蛇杖》飾 阿嬤
- 2013年《忐忑》飾 獨居老婦
- 2013年《清明》飾 阿嬤
- 2013年《公視學生劇展-最好的一件事》飾 老婦
- 2014年《公視人生劇展-加油喔！阿文》飾 阿文阿嬤
- 2016年《公視學生劇展-騙子》飾 陳林美枝
- 2017年《層層摺起的寂寞》飾

### 電影
- 1967年《青春悲喜曲》飾 蔡太太
- 1987年《勇敢聖鬪士》
- 1986年《五府千歲與囝仔公》飾 阿清嫂
- 1987年《稻草人》飾
- 1992年《無言的山丘》飾 阿婆
- 1993年《戲夢人生》飾 阿嬤
- 1995年《流浪舞台》飾 阿嬤
- 1996年《太平．天國》飾 阿婆
- 2013年《志氣》飾 李阿嬤
- 2013年《總舖師》飾 邱月霞（年老）
- 2014年《迴光奏鳴曲》飾 玲子的婆婆
- 2015年《紅衣小女孩》飾 林麗水
- 2016年《目擊者》飾 阿媽（2016年殺青2017年上映）

### 公益短片
- 2016年 《忘春風 （页面存档备份，存于）》切膚之愛基金會-台灣大哥大基金會第四屆「i無限公益微電影」

### 錄影帶
- 《水蛙記》飾 林母

### 廣告
- 十萬個冷笑話 - 吐槽RPG

## 獎項紀錄
- 2009年 以公視《三十秒過後》入圍第44屆金鐘獎迷你劇集女配角獎
- 2013年 以《忐忑》獲第35屆金穗獎一般作品個人單項表現獎女主角獎

## 相關網站
- 白明華在香港影庫上的簡介
- 白明華的Facebook專頁